# Leoncjusz Ciuciura
Leoncjusz Ciuciura (ur. 22 czerwca 1930 w Grodzisku Mazowieckim, zm. 28 lutego 2017 tamże) – polski kompozytor muzyki współczesnej.

## Życiorys
W latach 1954–1960 studiował kompozycję w klasie Tadeusza Szeligowskiego w Państwowej Wyższej Szkole Muzycznej w Warszawie. Był jednym z inicjatorów i organizatorów polskiego ruchu „Jeunesses Musicales”, w którym działał od 1958 do 1962. W owym czasie zorganizował i redagował wydawnictwo „Carmina Academica”.
W 1992 wybrany człowiekiem roku oraz uhonorowany „Medalem XX wieku” za dokonania w dziedzinie muzyki współczesnej przez International Biographical Centre Cambridge. W 2004 American Biographical Institute nadał mu honorowy tytuł: „Great Mind of the 21st Century”.

## Twórczość
W swoich synkretycznych kompozycjach (łączących muzykę z pantomimą, tańcem, plastyką, teatrem) realizował formę otwartą (tzw. spiralną).

## Ważniejsze kompozycje
- Canti al fresco na solowe głosy żeńskie, zespół wokalny i instrumentalny do tekstów K.I. Gałczyńskiego
- Orbamenti na flet, fagot, klarnet i 42-69 instrumentów smyczkowych
- Suita warmińsko-mazurska na głosy solowe i chór mieszany a cappella
- Concertino da camera na orkiestrę kameralną
- Penetracje na 4 grupy orkiestrowe, 4 dyrygentów i kompozytora
- Spirale I per uno na dowolny głos i zestaw instrumentów perkusyjnych
- Spirale II per uno e più na dowolny zestaw instrumentalny
- Incidenti na dowolny zestaw wokalno-instrumentalny
- Creatoria na dowolny zestaw wykonawczy
- Creatoria II na flet i wiolonczelę
- Apokatastasis na dowolny instrument solo lub grupę instrumentów solowych i dowolny zestaw towarzyszący